# سارة بالزر
سارة بالزر (من مواليد 3 أبريل 1995) هي لاعبة مبارزة بالسيف فرنسية ولدت لأب من الألزاسي وأم من أصل جزائرية حائزة على الميدالية الفضية الأولمبية في دورة الألعاب الأولمبية الصيفية 2020 وقد احتلت المرتبة الأولى في العالم في سيف السيدات في 2022-2023.

## روابط خارجية
- سارة بالزر على موقع الاتحاد الدولي للمبارزة
- سارة بالزر في اللجنة الأولمبية الدولية
- سارة بالزر في موقع أوليمبيديا